# Stalag XII D
Das Stalag XII D war ein Kriegsgefangenenlager der Wehrmacht während des Zweiten Weltkriegs. Es befand sich auf dem Petrisberg in Trier auf dem Gelände der 1936 errichteten, inzwischen aufgelösten Kemmelkaserne.

## Geschichte
Das Stalag XII D gehörte organisatorisch zum Wehrkreis XII mit Sitz in Wiesbaden. Der Buchstabe D nach der römischen Ziffer bedeutete, dass es das vierte Stammlager dieses Wehrkreises war.
Das mit Stacheldraht umzäunte Gelände besaß zwei Bereiche. Im ersteren wurden infolge des Westfeldzuges ab Juni 1940 Franzosen, Belgier und Niederländer interniert. Nach dem deutschen Überfall auf die Sowjetunion im Sommer 1941 kamen sowjetische Kriegsgefangene dazu, worauf ein Elektrozaun zur Unterteilung des Lagers errichtet wurde. Während im französischen Teil eine „angenehme“ Situation herrschte, da die Soldaten von ihren Angehörigen Hilfspakete mit Lebensmitteln erhielten, herrschten im russischen Lager Unterernährung und Krankheiten, auch aufgrund hoffnungsloser Überfüllung des Lagers. Es war den Russen verboten, die ärztlichen Einrichtungen, Kapelle und Bibliothek zu benutzen. Bei der Evakuierung im Herbst 1944 wurde das Lager zunächst nach Waldbreitbach, im November 1944 nach Dierdorf verlegt. Zu Beginn waren die größten Gruppen: Franzosen, gefolgt von Jugoslawen, Russen, Polen und Belgiern. Ab 1943 kamen Italiener, Briten und Amerikaner hinzu. Im Januar 1941 wurden mehrere Hundert spanische Republikaner aus dem Stalag XII D zur Zwangsarbeit deportiert. Sie trafen am 25. Januar 1941 im KZ Mauthausen ein, gelangten von dort entweder ins KZ Gusen oder wurden in der Tötungsanstalt Hartheim vergast. Am 15. Juli 1944 bestand das Lager aus 16.044 Männern, am 15. Januar 1945 aus 16.000 Männern, davon 1.600 in Dierdorf.
Berühmtester Insasse war der französische Philosoph und Schriftsteller Jean-Paul Sartre, der hier ab August 1940 interniert war. Er verfasste im Stalag XII D das Mysterienspiel „Bariona oder der Sohn des Donners“, das bei der Weihnachtsfeier 1940 der Häftlinge aufgeführt wurde. Dabei versuchte Sartre, seinen Mitgefangenen Mut zum Durchhalten zu vermitteln. Eine direkte Kritik an den Deutschen war ausgeschlossen. Daher zeigte Sartre mit einer neu gestalteten Christusgeschichte Möglichkeiten auf, wie die Gefangenen mit dem eigenen Leid umgehen konnten. Im März 1941 wurde Sartre dank der Unterstützung des französischen Geistlichen und Lagerältesten Marius Perrin entlassen und ging nach Paris. Ein weiterer namentlich bekannter Kriegsgefangener war Pierre Boileau, der zusammen mit Thomas Narcejac ab 1951 Kriminalromane verfasste.

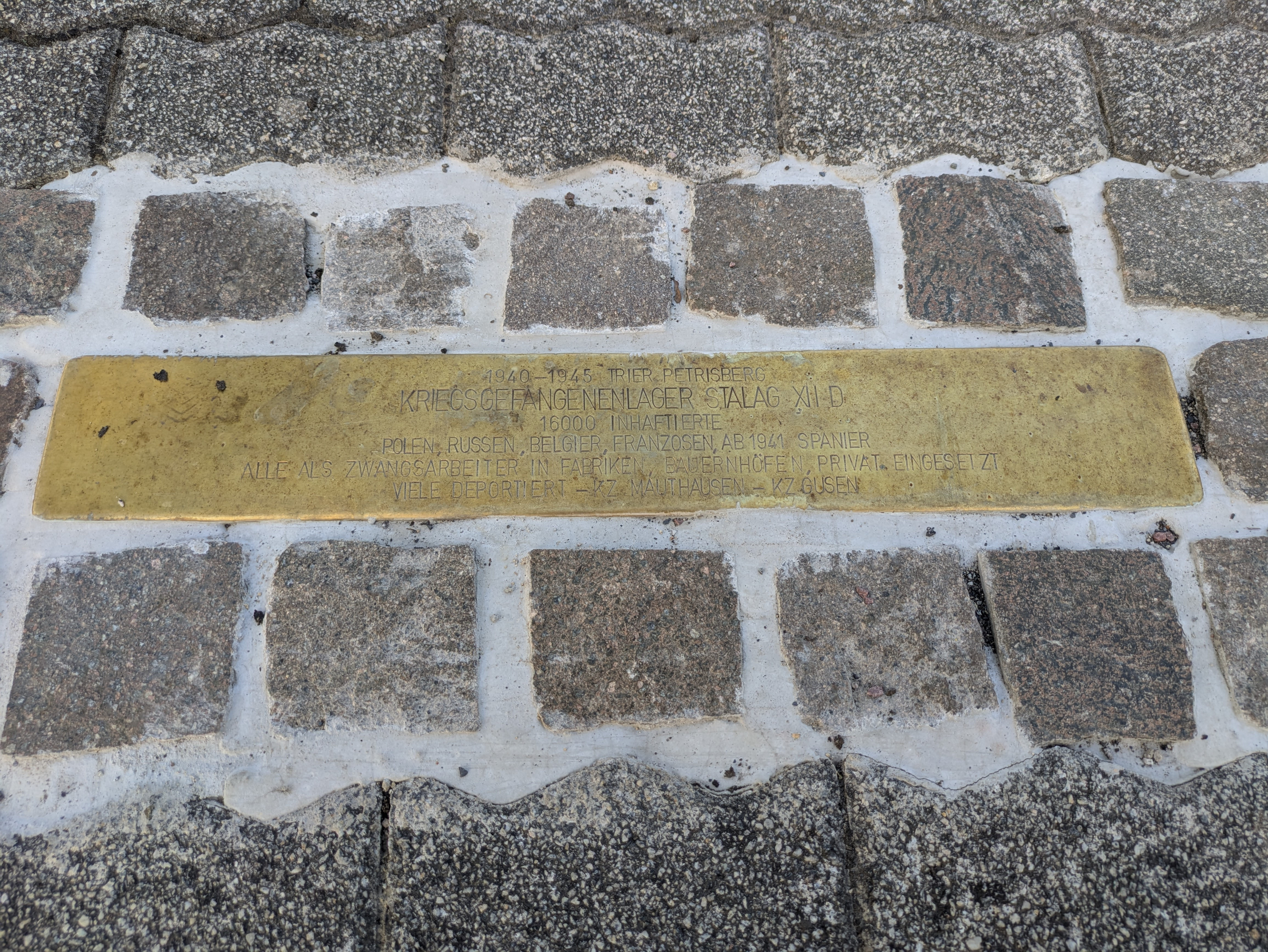
Am 19. Mai 2025 verlegte Stolperstein-Schwelle